# Hørup Hav
 Ikke at forveksle med byen Høruphav
Hørup Hav er en bugt der går, først mod nordøst fra Sønderborg Bugt ved mundingen af Flensborg Fjord. Den ligger  ved sydenden af Als i vestenden af Østersøen i Sønderborg Kommune. Ud for   byen Høruphav, der ligger ved nordkysten,  slår bugten et knæk mod sydøst.  Hørup Hav adskiller halvøen Kegnæs fra Als, og ender mod øst ved den smalle landtange Drejet.
Bugten er 1,5 km bred.  Fra starten ved Sønderborg Bugt til knækket ved  Høruphav er ca. 4 km, og derfra til enden ved Drejet er ca. 9 km.